# Stachys sylvatica
La stregona dei boschi (nome scientifico Stachys sylvatica (L.) L., 1753) è una piccola pianta erbacea dai fiori labiati appartenente alla famiglia delle Lamiaceae.

## Etimologia
Il nome generico (stachys) deriva dal greco e significa "simile alla spiga di grano". L'epiteto specifico (sylvatica = cresce nei boschi e foreste) fa riferimento al suo habitat più tipico.
Il nome scientifico della specie è stato definito da Linneo (1707 – 1778), conosciuto anche come Carl von Linné, biologo e scrittore svedese considerato il padre della moderna classificazione scientifica degli organismi viventi, nella pubblicazione "Species Plantarum - 2: 580" del 1753.

## Descrizione

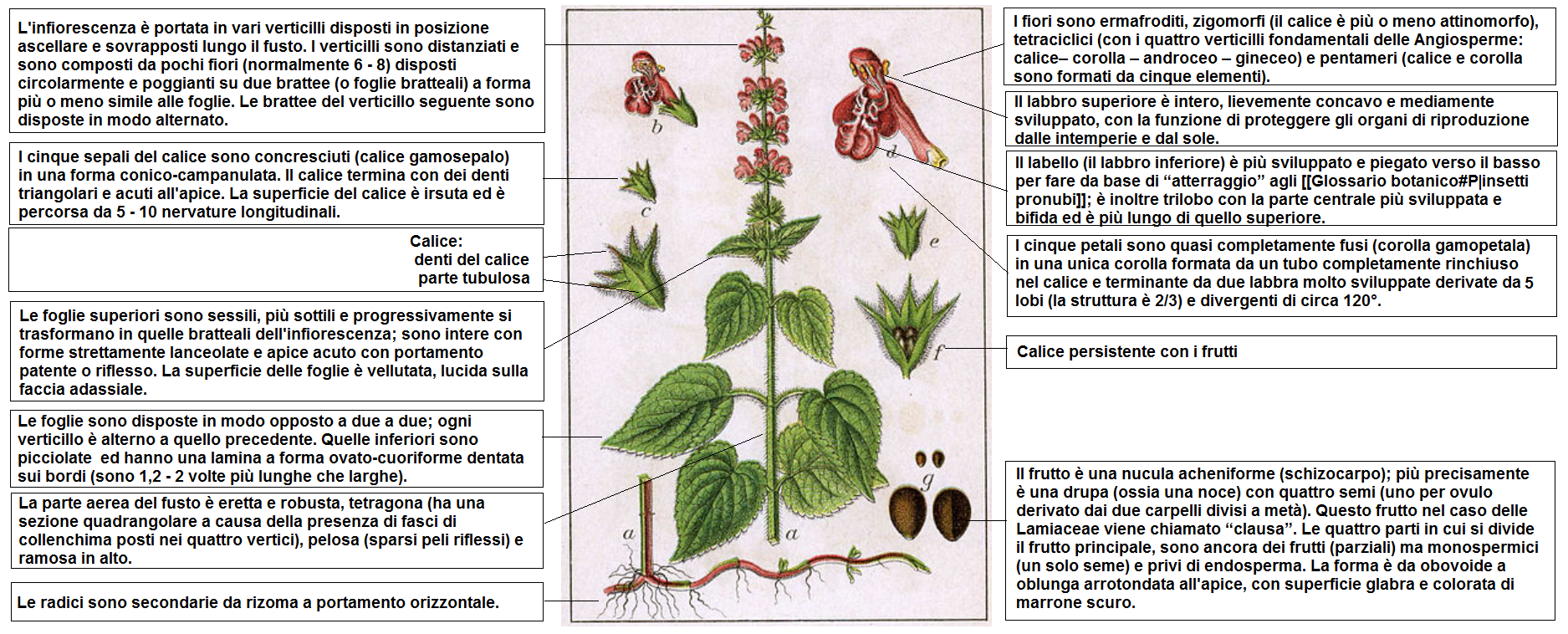
Descrizione delle parti della pianta

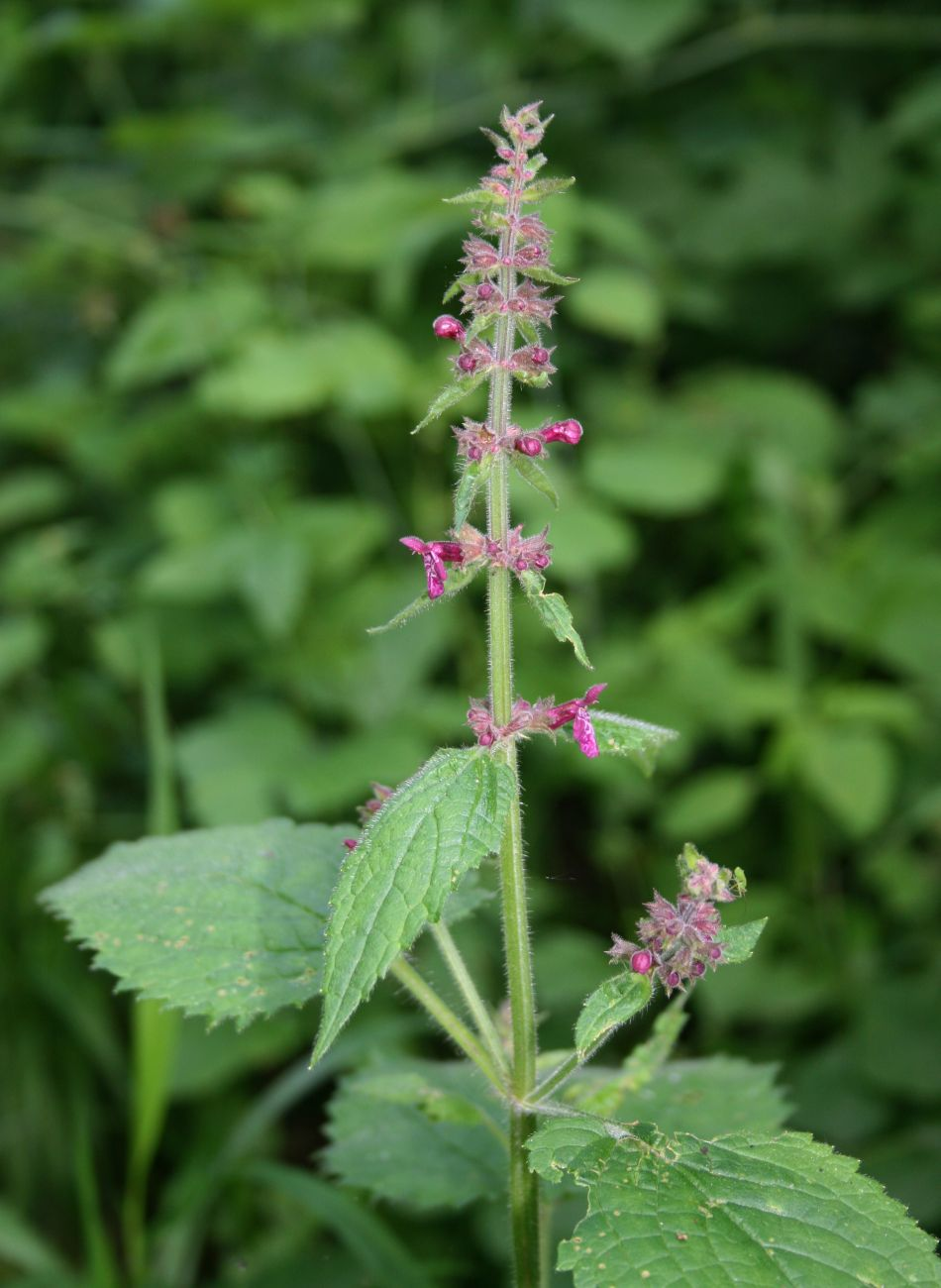
Il portamento

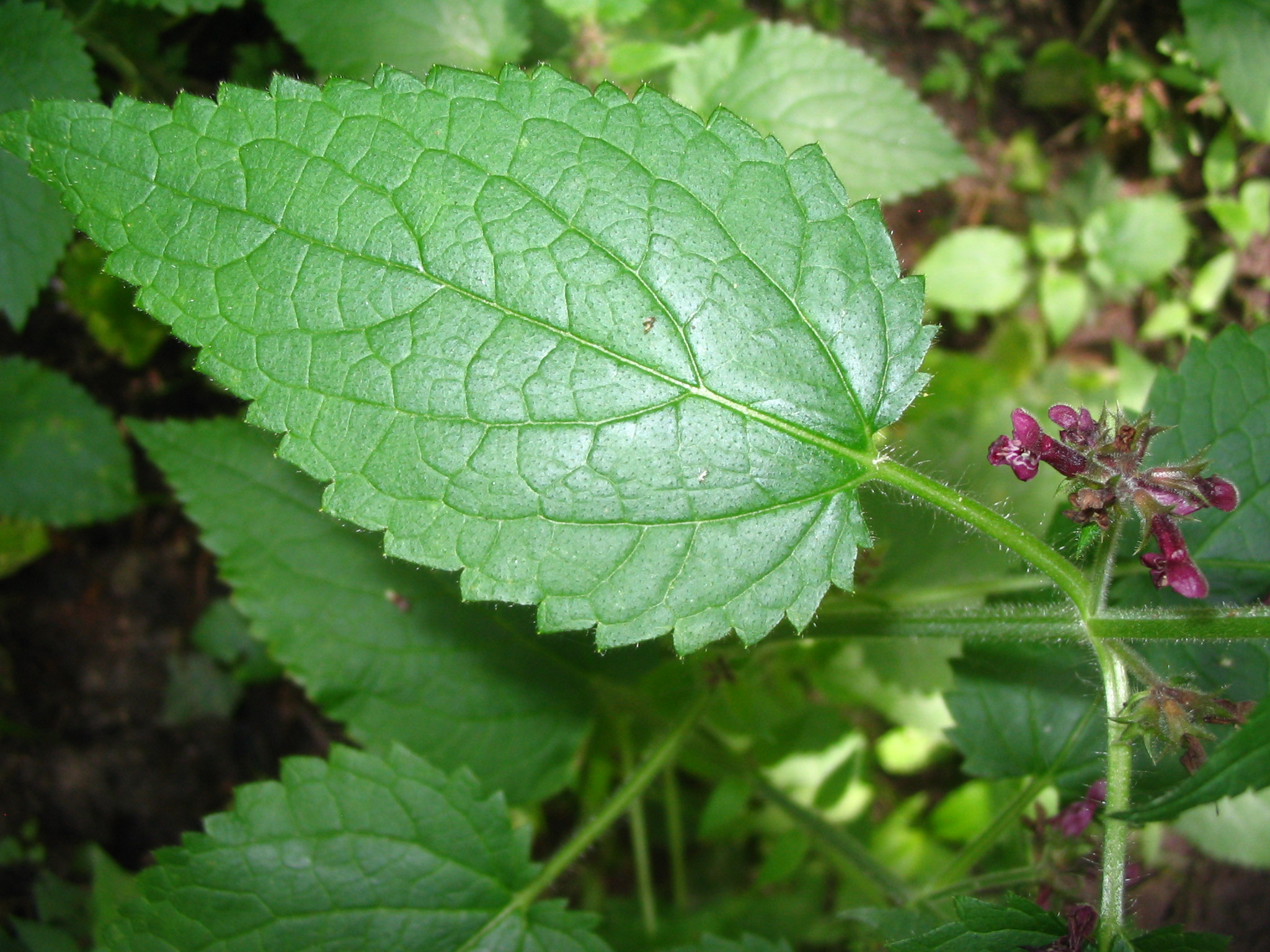
Le foglie

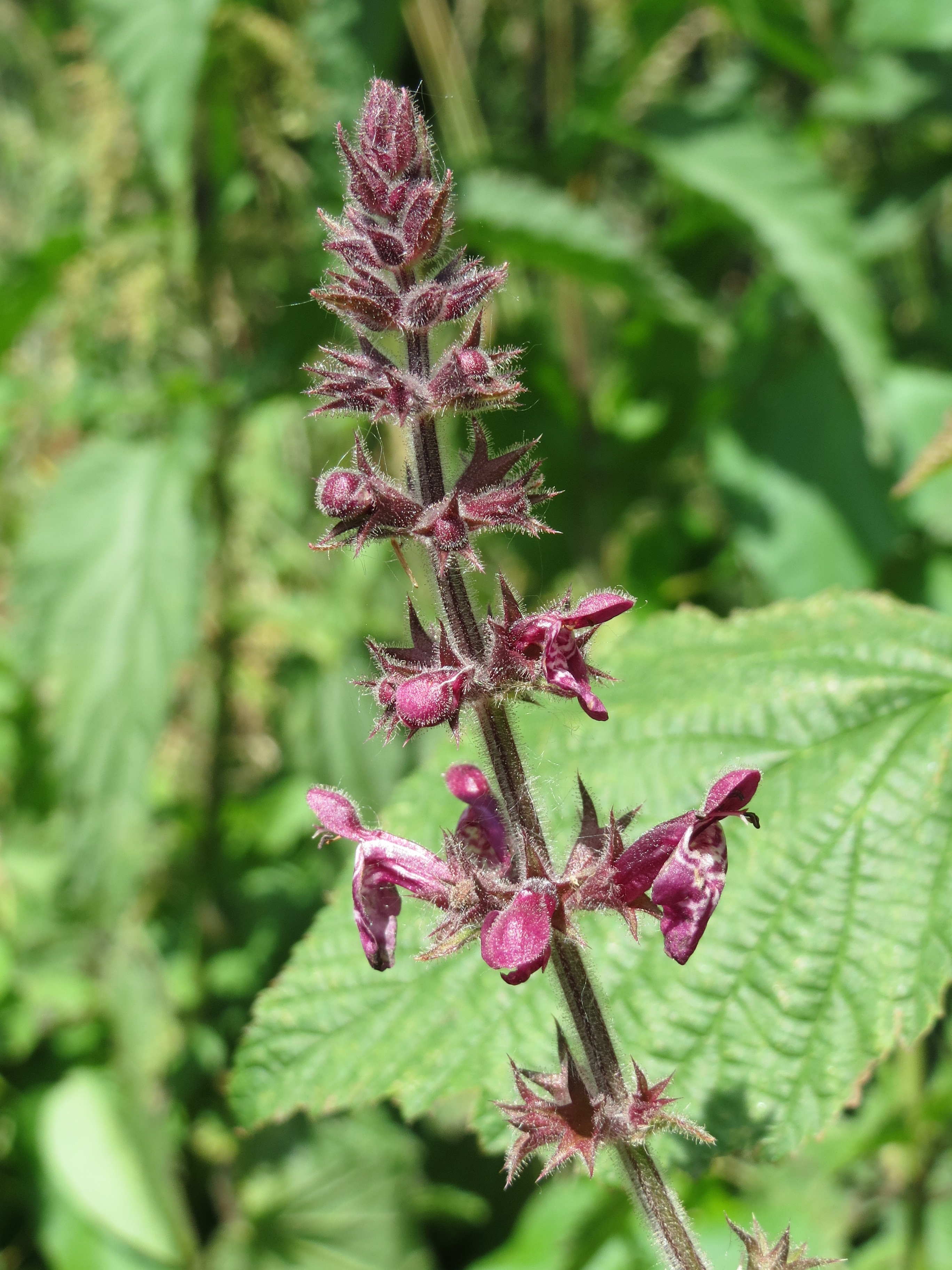
Infiorescenza

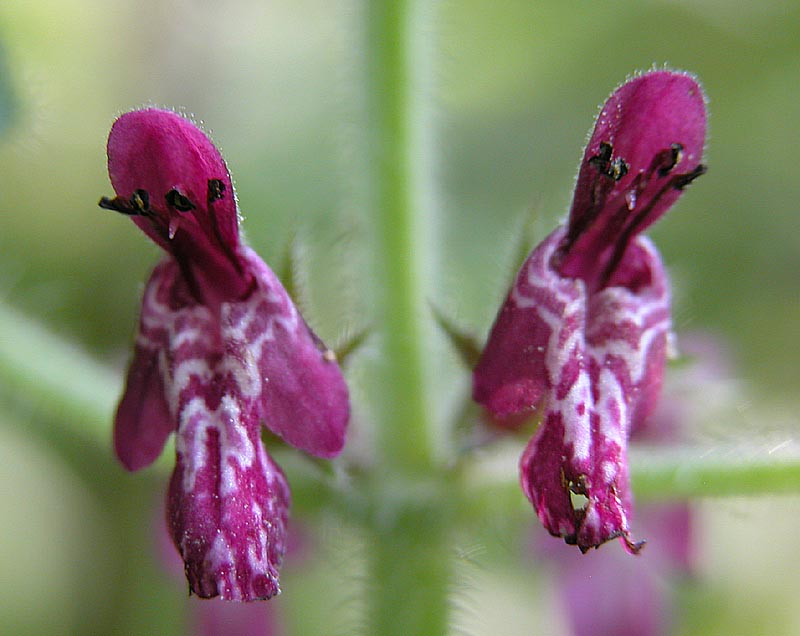
I fiori

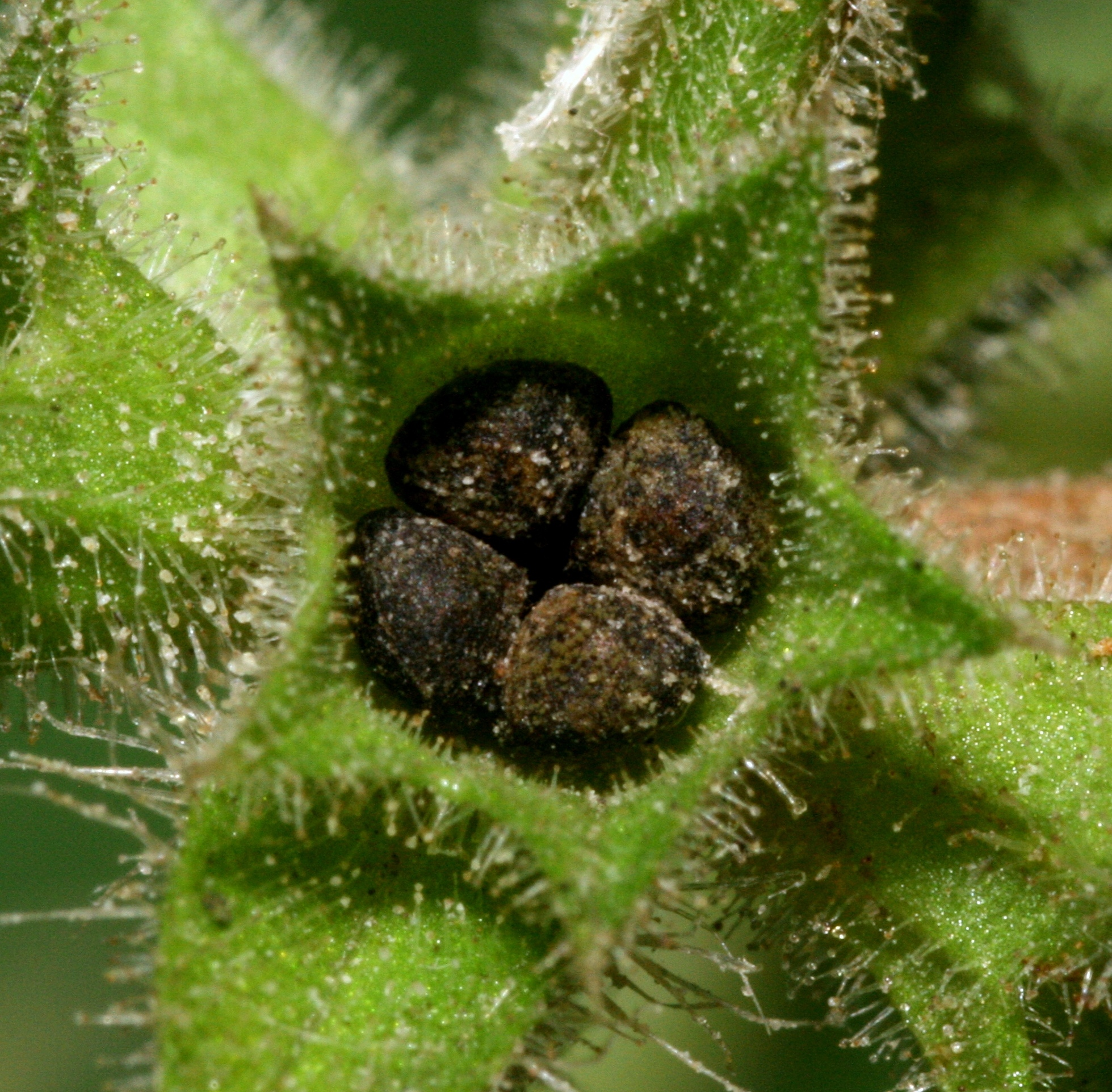
I frutti

Queste piante arrivano ad una altezza di 4 - 6 dm (100 cm al massimo). La forma biologica è emicriptofita scaposa (H scap), ossia in generale sono piante erbacee, a ciclo biologico perenne, con gemme svernanti al livello del suolo e protette dalla lettiera o dalla neve e sono dotate di un asse fiorale eretto e spesso privo di foglie. Tutta la pianta ha un odore sgradevole.

### Radici
Le radici sono secondarie da rizoma.

### Fusto
- Parte ipogea: la parte sotterranea è un rizoma a portamento orizzontale.
- Parte epigea: la parte aerea del fusto è eretta e robusta, tetragona (ha una sezione quadrangolare a causa della presenza di fasci di collenchima posti nei quattro vertici), pelosa (sparsi peli riflessi) e ramosa in alto.

### Foglie
Le foglie sono disposte in modo opposto a due a due; ogni verticillo è alterno a quello precedente. Quelle inferiori sono picciolate (lunghezza del picciolo 4 – 6 cm) ed hanno una lamina a forma ovato-cuoriforme, dentata sui bordi (sono 1,2 - 2 volte più lunghe che larghe). Le foglie superiori sono sessili, più sottili e progressivamente si trasformano in quelle bratteali dell'infiorescenza; sono intere con forme strettamente lanceolate e apice acuto con portamento patente o riflesso. La superficie delle foglie è vellutata, lucida sulla faccia adassiale. Dimensione delle foglie inferiori: larghezza 5 – 8 cm; lunghezza 7 – 10 cm. Dimensione delle foglie superiori: larghezza 3 – 4 mm; lunghezza 12 – 16 mm.

### Infiorescenza
L'infiorescenza è portata in vari verticilli disposti in posizione ascellare e sovrapposti lungo il fusto. I verticilli sono distanziati e sono composti da pochi fiori (normalmente 6 - 8) disposti circolarmente e poggianti su due brattee (o foglie bratteali) a forma più o meno simile alle foglie. Le brattee del verticillo seguente sono disposte in modo alternato. Le bratteole sono assenti. Lunghezza dell'infiorescenza: 10 – 20 cm.

### Fiore
I fiori sono ermafroditi, zigomorfi (il calice è più o meno attinomorfo), tetraciclici (con i quattro verticilli fondamentali delle Angiosperme: calice– corolla – androceo – gineceo) e pentameri (calice e corolla sono formati da cinque elementi).
- Formula fiorale. Per questa specie la formula fiorale della famiglia è la seguente:[9][11]

X, K (5), [C (2+3), A 2+2], G (2), supero, drupa (4 nucole)
- Calice: i cinque sepali del calice sono concresciuti (calice gamosepalo) in una forma conico-campanulata. Il calice termina con dei denti triangolari e acuti all'apice. La superficie del calice è irsuta ed è percorsa da 5 - 10 nervature longitudinali. Lunghezza del tubo: 3 – 4 mm. Lunghezza dei denti: 2 – 3 mm.
- Corolla: i cinque petali sono quasi completamente fusi (corolla gamopetala) in un'unica corolla pubescente formata da un tubo completamente rinchiuso nel calice e terminante con due labbra molto sviluppate derivate da 5 lobi (la struttura è 2/3) e divergenti di circa 120°. Il labbro superiore è intero, lievemente concavo e mediamente sviluppato, con la funzione di proteggere gli organi di riproduzione dalle intemperie e dal sole. Il labello (il labbro inferiore) è più sviluppato e piegato verso il basso per fare da base di “atterraggio” agli insetti pronubi; è inoltre trilobo con la parte centrale più sviluppata e bifida ed è più lungo di quello superiore. Le fauci internamente sono circondate da un anello di peli (caratteristica comune a molte "labiate" che ha lo scopo di impedire l'accesso ad insetti più piccoli e non adatti all'impollinazione). La corolla è colorata da roseo-vinosa a purpurea. Lunghezza della corolla: 14 – 16 mm (3/5 dei quali è il tubo, il resto è il labbro superiore). Dimensione del labbro inferiore: larghezza 8 – 9 mm.
- Androceo: l'androceo possiede quattro stami didinami e parzialmente inclusi nella corolla e posizionati sotto il labbro superiore. I filamenti sono adnati alla corolla. Le antere sono biloculari. Le teche sono più o meno distinte e divaricate (raramente sono parallele); la deiscenza è logitudinale. Gli stami dopo la fecondazione divergono e si attorcigliano. I granuli pollinici sono del tipo tricolpato o esacolpato. Il nettario è ricco di sostanze zuccherine.
- Gineceo: l'ovario, profondamente quadri-lobato, è supero formato da due carpelli saldati (ovario bicarpellare) ed è 4-loculare per la presenza di falsi setti. La placentazione è assile. L'ovario è arrotondato all'apice. Gli ovuli sono 4 (uno per ogni presunto loculo), hanno un tegumento e sono tenuinucellati (con la nocella, stadio primordiale dell'ovulo, ridotta a poche cellule).[17] Lo stilo inserito alla base dell'ovario (stilo ginobasico) è del tipo filiforme ed è incluso nella corolla. Lo stigma è bifido con due lacinie uguali.
- Fioritura: da giugno a agosto (settembre).

### Frutti
Il frutto è una nucula acheniforme (schizocarpo); più precisamente è una drupa (ossia una noce) con quattro semi (uno per ovulo derivato dai due carpelli divisi a metà). Questo frutto nel caso delle Lamiaceae viene chiamato "clausa". Le quattro parti in cui si divide il frutto principale, sono ancora dei frutti (parziali) ma monospermici (un solo seme) e privi di endosperma. La forma è da obovoide a oblunga arrotondata all'apice, con superficie glabra e colorata di marrone scuro.

## Riproduzione
- Impollinazione: l'impollinazione avviene tramite insetti (impollinazione entomogama): ditteri, imenotteri e più raramente lepidotteri.[18][19]
- Riproduzione: la fecondazione avviene fondamentalmente tramite l'impollinazione dei fiori (vedi sopra).
- Dispersione: i semi cadendo a terra (dopo essere stati trasportati per alcuni metri dal vento – disseminazione anemocora) sono successivamente dispersi soprattutto da insetti tipo formiche (disseminazione mirmecoria).[20] Per questo scopo i semi hanno una appendice oleosa (elaisomi, sostanze ricche di grassi, proteine e zuccheri) che attrae le formiche durante i loro spostamenti alla ricerca di cibo.[21]

## Distribuzione e habitat

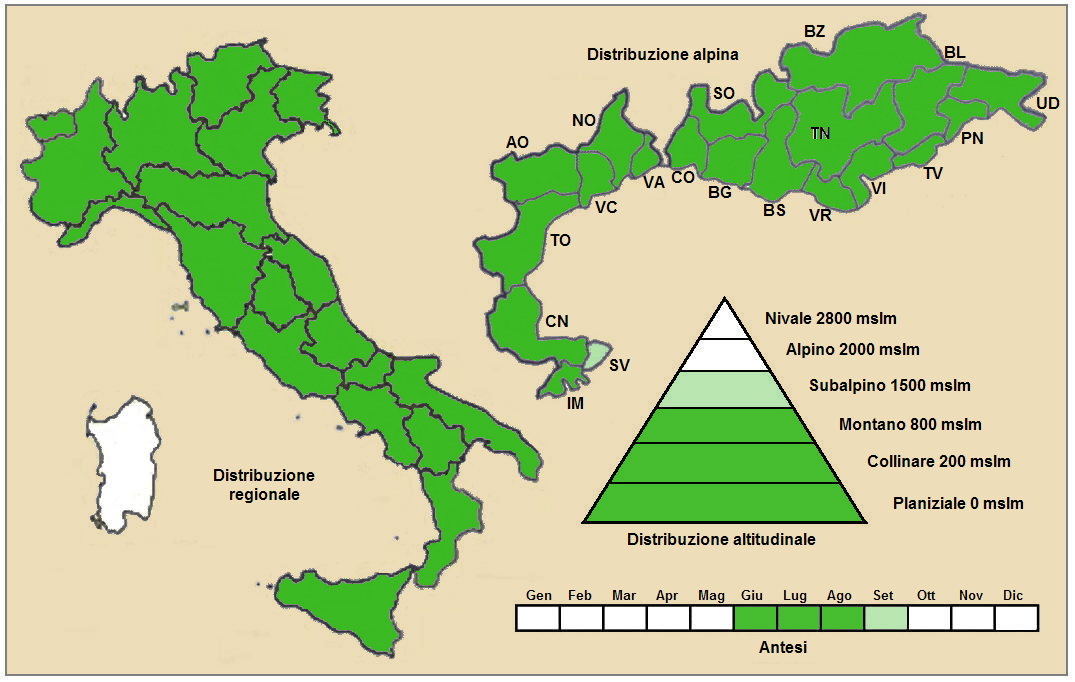
Distribuzione della pianta
(Distribuzione regionale – Distribuzione alpina)

- Geoelemento: il tipo corologico (area di origine) è Eurosiberiano.
- Distribuzione: in Italia è comune al Nord e al Centro; è più rara al Sud e manca in Sardegna. Fuori dall'Italia questa specie si trova su tutto l'arco alpino. Sugli altri rilievi europei collegati alle Alpi si trova nella Foresta Nera, Vosgi, Massiccio del Giura, Massiccio Centrale, Pirenei, Monti Balcani e Carpazi.[14] Nel resto dell'Europa è ovunque presente; nell'areale mediterraneo si trova anche in Anatolia.[23]
- Habitat: l'habitat tipico per questa pianta sono i boschi di latifoglie su terreno umido (pioppeti, ontaneti, frassineti umidi e saliceti arborei), soprattutto nelle schiarite e radure. Il substrato preferito è calcareo ma anche siliceo con pH neutro, alti valori nutrizionali del terreno che deve essere umido.[14]
- Distribuzione altitudinale: sui rilievi queste piante si possono trovare fino a 1700 m s.l.m.; frequentano quindi i seguenti piani vegetazionali: collinare, montano e in parte quello subalpino (oltre a quello planiziale – a livello del mare).

### Fitosociologia
Dal punto di vista fitosociologico alpino Stachys sylvatica appartiene alla seguente comunità vegetale:
- Formazione: delle comunità forestali

- Classe: Carpino-Fagetea

- Ordine: Fraxinetalia

## Tassonomia
La famiglia di appartenenza della specie (Lamiaceae), molto numerosa con circa 250 generi e quasi 7000 specie, ha il principale centro di differenziazione nel bacino del Mediterraneo e sono piante per lo più xerofile (in Brasile sono presenti anche specie arboree). Per la presenza di sostanze aromatiche, molte specie di questa famiglia sono usate in cucina come condimento, in profumeria, liquoreria e farmacia. Il genere Stachys comprende più di 300 specie con una distribuzione cosmopolita (ad eccezione dell'Australia e Nuova Zelanda), due dozzine delle quali vivono spontaneamente in Italia. Nell'ambito della famiglia il genere Stachys è descritto all'interno della tribù Stachydeae Dumort., 1827 (sottofamiglia Lamioideae Harley, 2003). Nelle classificazioni meno recenti la famiglia Lamiaceae viene chiamata Labiatae.
Il numero cromosomico di S. sylvatica è: 2n = 48, 54, 64 e 66.

### Variabilità
Facilmente questa specie si ibrida con Stachys palustris L. chiamata Stachys ambigua Sm.. Stachys sylvatica è inoltre una specie variabile nella dimensione e forma delle foglie, nello sviluppo delle foglie bratteali e nel colore della corolla (quasi biancastro).

### Sinonimi
Questa entità ha avuto nel tempo diverse nomenclature. L'elenco seguente indica alcuni tra i sinonimi più frequenti:
- Stachys canariensis Jacq.
- Stachys cordata  Gilib.
- Stachys cordatifolia  Gilib.
- Stachys foetida  Gueldenst. ex Ledeb.
- Stachys glaucescens  Muss.Puschk. ex Spreng.
- Stachys trapezuntea  Boiss.

## Altre notizie
La stregona dei boschi in altre lingue è chiamata nei seguenti modi:
- (DE)  Wald-Ziest
- (FR)  Épiaire des forêts
- (EN)  Hedge Woundwort